# Верхній Сенегал і Нігер
Верхній Сенегал і Нігер (фр. Haut Sénégal et Niger) — колишня колонія у Французькій Західній Африці, створена в 1904 замість іншої колонії Сенегамбія і Нігер. У 1921 році провінція реорганізована в колонію Французький Судан (сучасна Малі).
Столицею колонії було місто Бамако.

## Історія

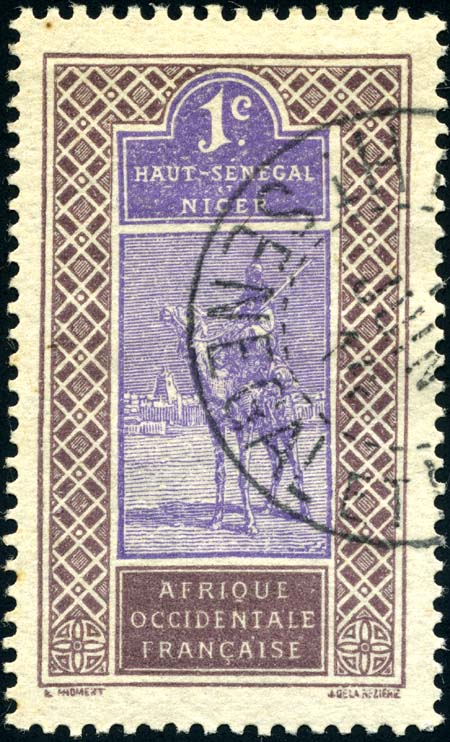
Поштова марка провінції

21 жовтня 1904 року внаслідок постанови про реорганізацію управління колоній Французької Західної Африки колонія Сенегамбія і Нігер була реформована у провінцію Верхній Сенегал і Нігер . У провінцію входили території Верхнього Сенегалу та Середнього Нігеру, третя військова територія.
Постановою від 2 березня 1907 року   до колонії приєднали провінції Фада-Нґурма і Се, що були у складі колонії Дагомея (сучасний Бенін). 
З 1 січня 1912 року військова територія Нігеру виділився з Верхнього Сенегалу і Нігеру, і став її власну колонію в 1922 році.
З 1 січня 1912 року військова територія Нігер виділена зі складу колонії (у 1922 році утворено окрему колонію).
У 1915-1917 роках території колоній Французької Західної Африки розгорнулося велике антиколоніальне повстання, відоме як війна Вольта-Бані. Серед колоній де проходили бої, була колонія Верхній Сенегал та Нігер. 
Постановою від 1 березня 1919 року  зі складу колонії Верхній Сенегал і Нігер була виділена новоутворена колонія Верхня Вольта. До новоутвореної колонії відійшли провінції Гава, Бобо-Діуласо, Дедугу, Уагадугу, Дорі, Се та Фада-Нґурма.
4 грудня 1921 року  виходить указ про реформування колоній Французької Західної Африки. Внаслідок цього 1 січня 1921 року провінцію Верхній Сенегал і Нігер було перейменовано у провінцію Французький Судан (сучасна Малі).